# Warburg (Alberta)
Pour les articles homonymes, voir Warburg (homonymie).
Warburg est un village du Comté de Leduc, dans la province canadienne d'Alberta. Il est situé à 58 km à l'ouest de la cité de Leduc, le long de la Highway 39.

## Démographie
En 2011, Warburg avait une population de 789 personnes vivant dans 308 foyers logements, soit une augmentation de 27,1 % par rapport à 2006. Le village a une superficie de 2,70 km2 et une densité de population de 292,6 hab/km2.
| Année | Population | Variation (%) |
| ----- | ---------- | ------------- |
| 2016  | 766        |               |
| 2011  | 789        | 27,1 %        |
| 2006  | 621        | 10,9 %        |
| 2001  | 560        | 2,0 %         |
| 1996  | 549        | 15,1 %        |
| 1991  | 477        | 13,6 %        |
| 1986  | 552        | 8,9 %         |
| 1981  | 507        | 24,3 %        |
| 1976  | 408        | 9,9 %         |
| 1971  | 453        | 4,0 %         |
| 1966  | 472        | 64,9 %        |
| 1961  | 288        | 12,1 %        |
| 1956  | 257        | –             |